# Opel Senator
Opel Senator («Опель Сенатор») — західнонімецький автомобіль середнього класу, що випускався підрозділом корпорації GM Opel з 1978 по 1994 рік. Opel Senator був європейським флагманом корпорації GM і займав в модельному ряду позицію на сходинку вище моделі Opel Rekord, а з 1987 року — на сходинку вище моделі Opel Omega. На базі моделі Senator першого покоління випускався автомобіль з кузовом купе Opel Monza.
Для зручності викладу використані внутрішньозаводські індекси моделей (A, і B), які в даний час є загальноприйнятими для позначення різних поколінь моделі Senator.

## Opel Senator A

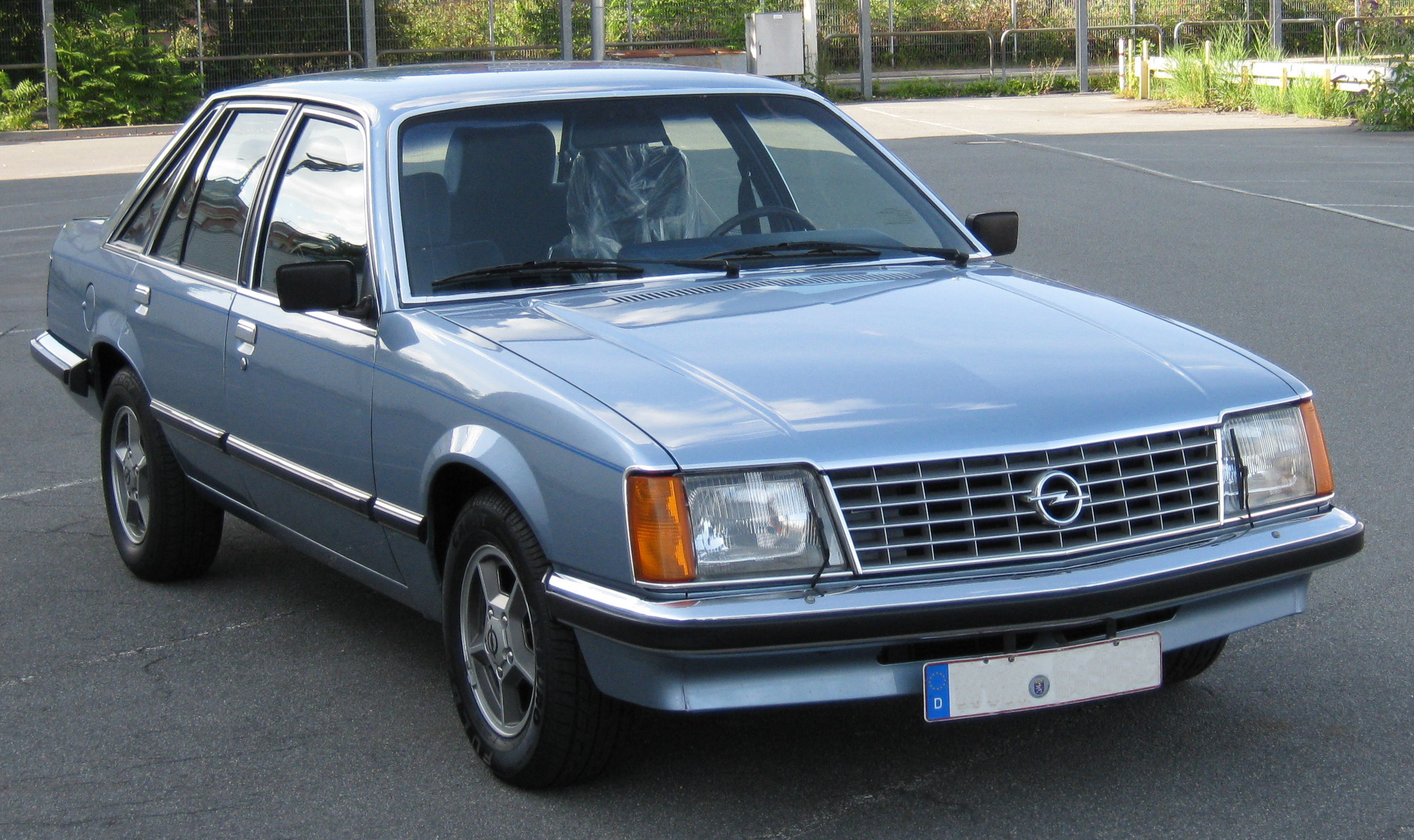
Opel Senator A (1978–1982)

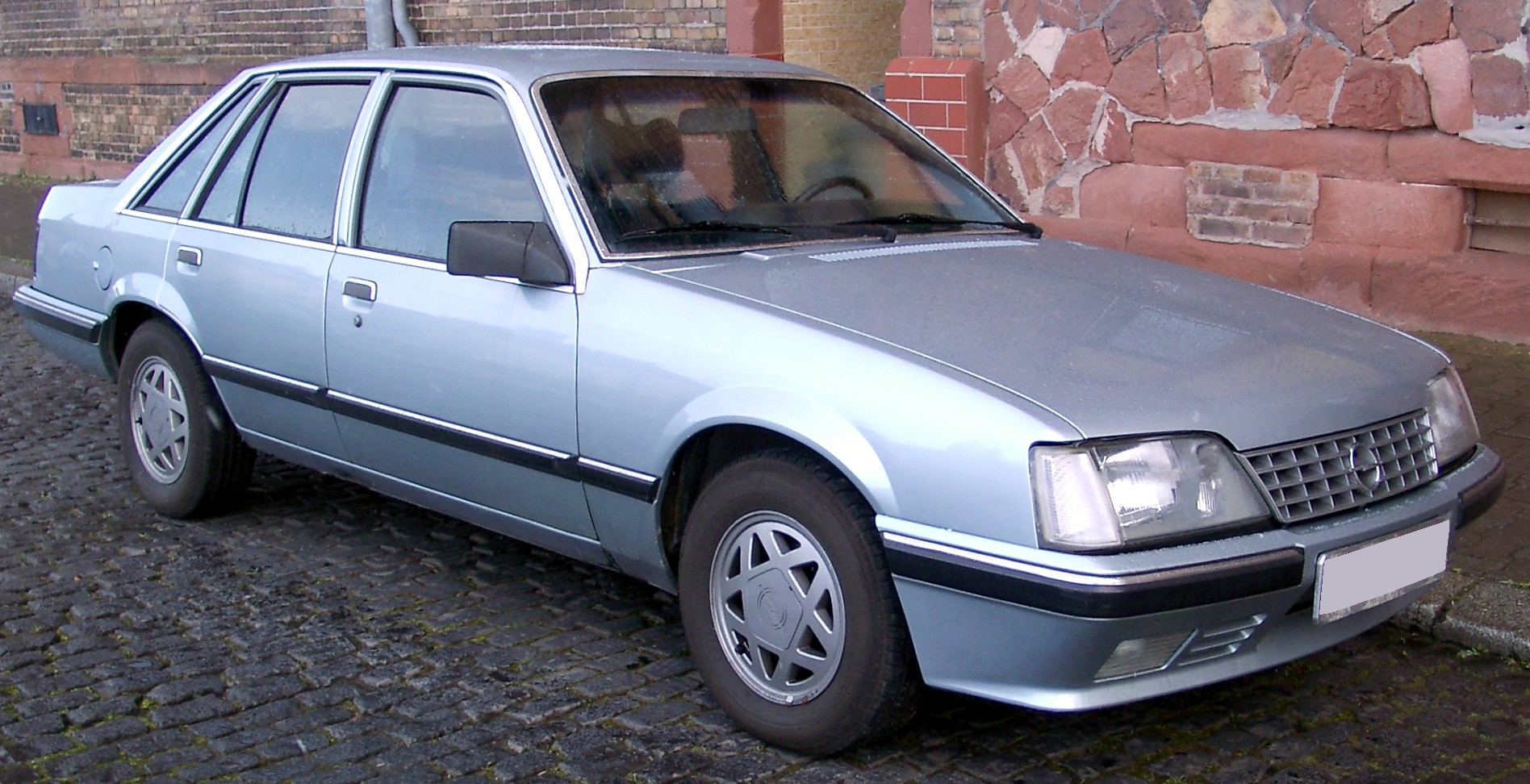
Opel Senator A2 (1982–1987)

Opel Senator A є версію Opel Rekord Е з дещо подовженою колісною базою, на яку встановлювалася лінійка шестициліндрових двигунів. Головною зовнішньою відмінністю було наявність чотирьох бічних стекол замість трьох на моделі Rekord.
У Великій Британії модель продавалася під назвою Vauxhall Royale. У ПАР ті ж автомобілі спочатку продавалися як Chevrolet Senator, а після 1982 року - вже як Opel. У Південній Кореї випускався під назвою Daewoo Imperial і Daewoo Prince.
Двигуни представляли собою модернізовані версії двигунів моделі Commodore. Це були рядні шестициліндрові верхньовальні двигуни з двома клапанами на циліндр.
У 1982 році автомобіль був модернізований (іноді модернізований варіант позначають Senator А2). У Великій Британії автомобіль продавався під позначенням Opel Senator до 1984 року, потім - знову як Vauxhall.
Зовнішні зміни при рейстайлінгу включали установку більших фар зміненої форми і матову чорну обробку замість хромування. Салон також був трохи видозмінений. Стали доступні чотирициліндрові двигуни моделі Rekord об'ємом 2,0 і 2,2 літра. Шестициліндровий двигун об'ємом 2,5 літра, 2.5E, отримав систему уприскування палива Bosch. Виробництво 2,8-літрового двигуна 2.8S було припинено, трилітровий 3.0E так само отримав систему уприскування Bosch.
Opel Senator A було випущено 129,644 прим. і ще близько 60,000 прим. модифікації A2.

### Двигуни
- 2,0 л І4 115 к.с.
- 2,2 л І4 115 к.с.
- 2,5 л І6 136/140 к.с.
- 2,8 л І6 140 к.с.
- 3,0 л І6 150-180 к.с.
- 2,3 л TD І4 86 к.с.
- 2,3 л Comprex D І4 95 к.с.

## Opel Senator B

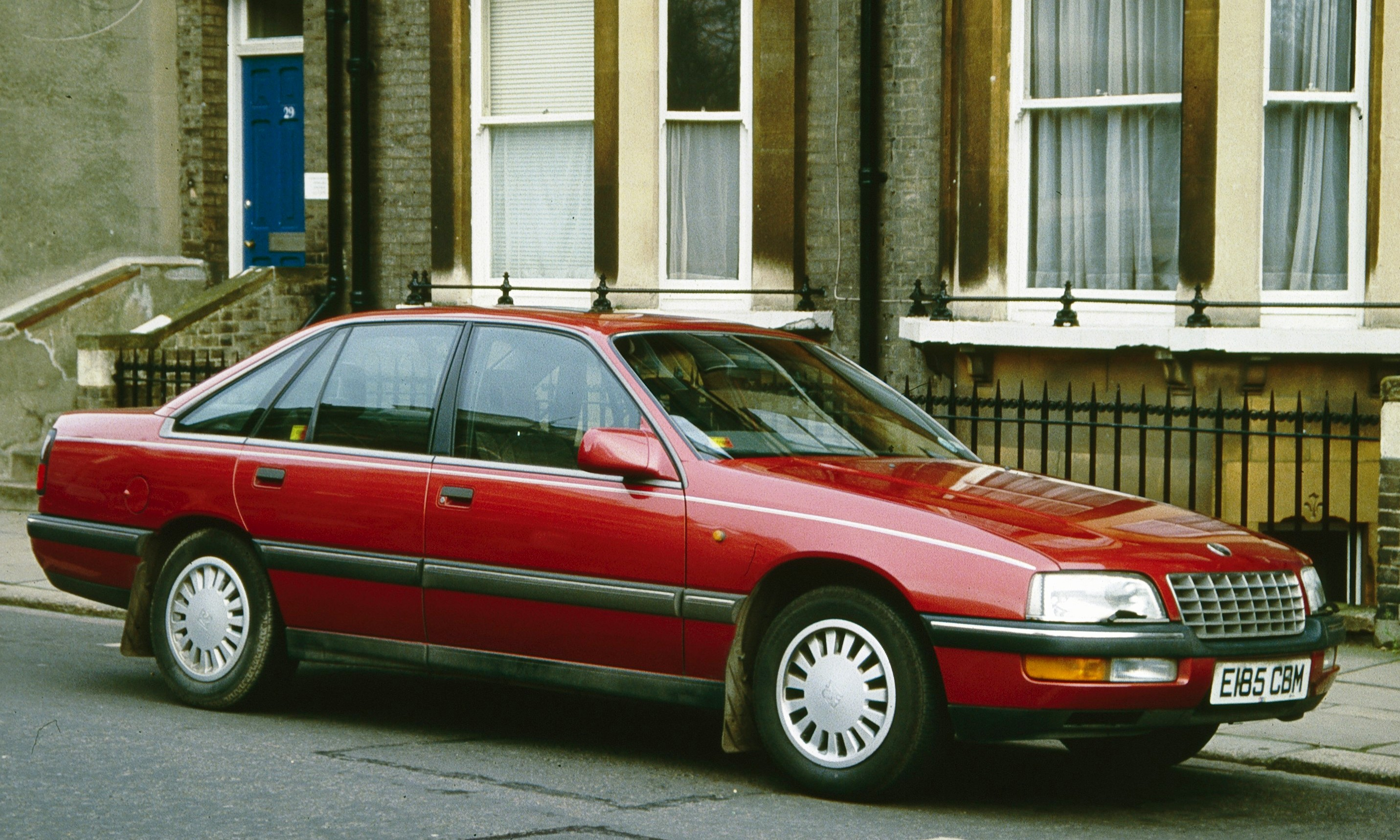
Opel Senator B (1987–1994)

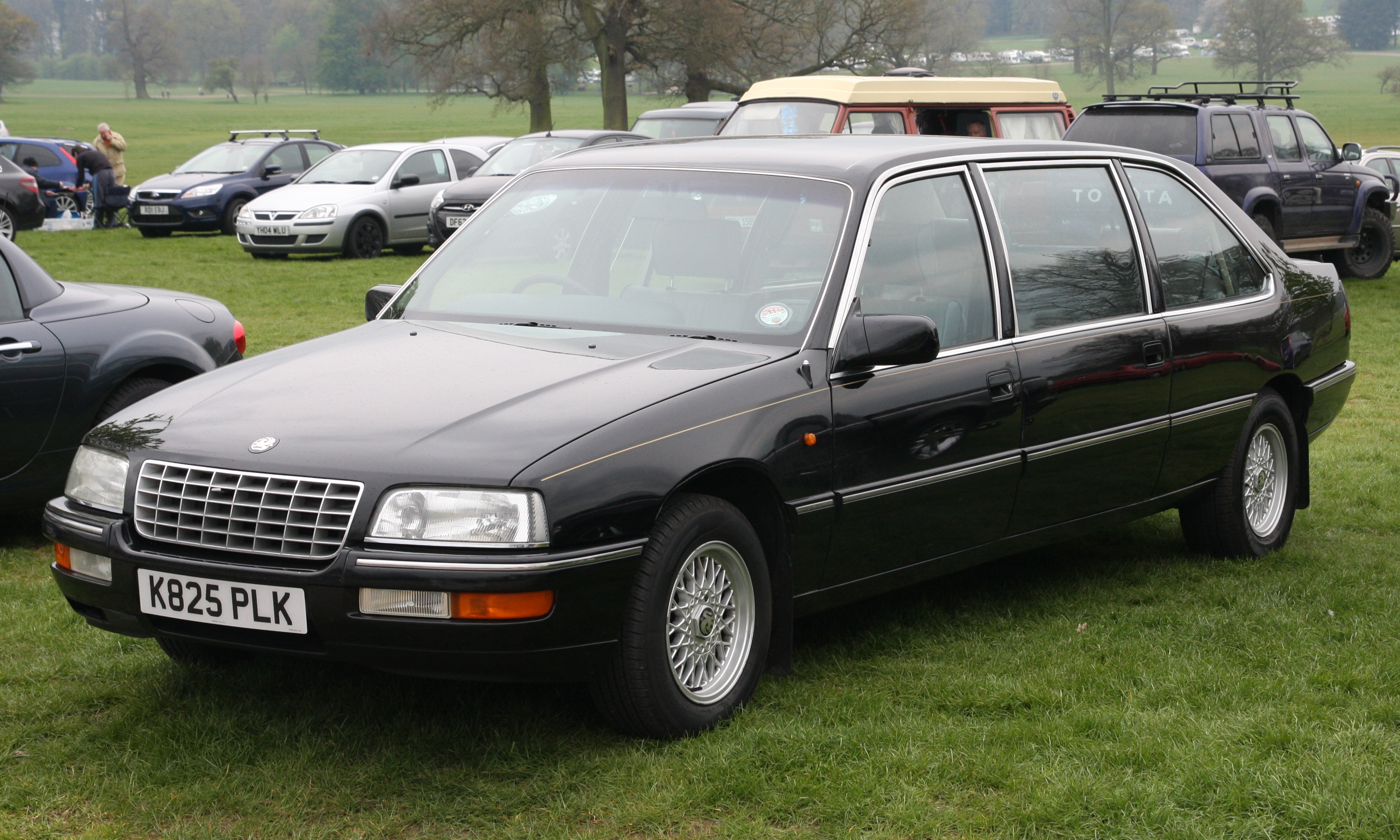
Лімузин на основі Vauxhall Senator B

Opel Senator B, в Англії відомий як Vauxhall Senator, представляв собою версію Opel Omega зі зміненою задньою частиною кузова. В Австралії на його базі випускався автомобіль Holden Commodore VN.
Двигуни спочатку були ті ж, що і на першому поколінні в кінці випуску - 2,5 і 3,0 літри. З 1989 року з'явився більш сучасний 24-клапанний DOHC I6 об'ємом 3,0 літра - 204 к.с. У Великій Британії ця модифікація часто використовувалася поліцією. Згодом 2,5-літровий двигун був замінений на 12-клапанний об'ємом 2,6 літра. І 2,6, і 24-клапанний 3,0-літровий двигуни мали систему «Dual Ram», що збільшує крутний момент на невеликих оборотах.
З 1987 року була доступна комплектація CD, вона оснащувалася 3-літровим двигуном, мала в стандарті кондиціонер, бортовий комп'ютер, круїз-контроль і задню підвіску з автоматичним підтриманням кліренсу. Як опція пропонувався шкіряний салон.
Після 1993 року модель була знята з виробництва без прямої заміни в модельному ряду. Автомобілі цього класу Opel більше не виробляв і взагалі пішов з цього сегмента, залишивши старшою модель бізнес-класу Opel Omega B.

### Двигуни
- 2.5 л 25NE I6 140 к.с.
- 2.6 л C26NE I6 150 к.с.
- 3.0 л C30LE I6 156 к.с.
- 3.0 л 30NE I6 177 к.с.
- 3.0 л C30NE I6 177 к.с.
- 3.0 л C30SE 24V DOHC I6 204 к.с.
- 4.0 л Irmscher C40SE 24V DOHC I6 272 к.с.

### Виробництво
| рік  | 1990   | 1991  | 1992  | 1993  |
| ---- | ------ | ----- | ----- | ----- |
| авто | 14.007 | 9.561 | 5.952 | 2.688 |